# ペルシアのミトリダテス
ミトリダテス（希：MιθριδατηςあるいはMιθραδατης, ラテン文字転記：Mithridates, ? - 紀元前334年）はアケメネス朝ペルシアの将軍で、ペルシア王ダレイオス3世の娘婿である。
紀元前334年にアレクサンドロス3世率いるマケドニア軍が小アジアに侵攻してくると、ミトリダテスは将軍の一人としてこれに応戦した。しかし、ミトリダテスはグラニコス川の戦いでアレクサンドロス自らによって討ち取られ、戦死した。 

## 註
1. ↑  アリアノス, I. 15, 16